# Ejército Guerrillero del Pueblo
El Ejército Guerrillero del Pueblo fue una organización guerrillera que se estableció en Argentina en 1963 y 1964, en Salta. Comandada por Jorge Masetti e integrada por combatientes argentinos y cubanos. El grupo fue rápidamente derrotado por la Gendarmería Nacional Argentina.

## Origen
Ernesto Che Guevara pensaba que la guerrilla obraba como «foco» revolucionario, provocando en los pueblos una toma de conciencia que los llevaba a apoyar masivamente la insurrección (ver foquismo). Jorge Masetti fue quien comenzó a organizar la guerrilla guevarista en la Argentina. Se trataba de un periodista que había realizado la primera entrevista hecha por un periodista latinoamericano a Fidel Castro y Ernesto "Che" Guevara en Sierra Maestra. Luego del triunfo de la Revolución Cubana fundó la agencia de noticias Prensa Latina y fue su primer director general. 

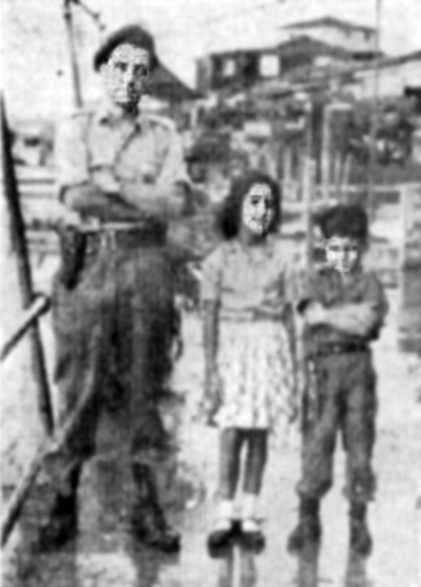
Jorge Masetti con sus hijos.

Luego del derrocamiento del presidente Arturo Frondizi por las fuerzas armadas en 1962 el Che Guevara y Masetti comenzaron a pensar en la posibilidad de instalar un «foco» guerrillero en la Argentina. Finalmente tomaron la decisión de hacerlo en la provincia de Salta, en el noroeste argentino, en Orán, una zona selvática limítrofe con Bolivia. Se trataba de un grupo de cerca de 30 guerrilleros, mayoritariamente argentinos con algunos cubanos experimentados, que adoptó el nombre de Ejército Guerrillero del Pueblo (EGP). Masetti recibió el grado de Comandante Segundo, mientras el Che Guevara quedaba como Comandante Primero, dispuesto a sumarse al grupo una vez que el mismo se hubiera asentado.
En la misma oportunidad creó buena parte de la logística destinada al posterior desembarco de Guevara en la selva del sur boliviano, rumbo a su último fracaso, abandonado por Castro, el Partido Comunista de Bolivia y su amigo, el agente francés Régis Debray.
En dicho lugar se redactó el código de conducta que, entre otras cosas, preveía la pena de muerte por homosexualidad, por traición ante el Estado, aprovechamiento de la población civil, abuso sexual, robo, entre otros, llegándose a aplicar en fusilamientos internos de algunos de sus integrantes.
El grupo buscó el apoyo de arrenderos, peones y campesinos mediante panfletos en forma de carta en la Provincia de Tucumán y Provincia de Salta, para crear una base social que permitiese la captación de nuevos miembros.

## Operaciones en Argentina
En 1963, las condiciones cambiaron debido a la convocatoria a elecciones que, aunque limitadas, permitieron el triunfo del radical Arturo Illia. En dichas elecciones se encontraba proscrito el peronismo. El 21 de septiembre de 1963 cruzan a la Argentina y después de varios días de marcha se instalaron cerca del río Pescado. Se continuó con el plan de iniciar un foco armado abriendo la confrontación haciendo pública una carta dirigida al "presidente Illia" fechada el "9 de julio de 1963" donde exponía los malestares de la población, la represión y la persecución de dirigentes obreros, estudiantes, periodistas, profesionales y algunos militares. La carta finalizaba exigiendo su renuncia y el reclamo de elecciones libres. En las elecciones del 7 de julio de 1963 la fórmula encabezada por Illia había obtenido el mayor número de electores pero no alcanzó la mayoría absoluta. Dado que al 9 de julio tampoco tenía el compromiso de apoyo de otros partidos es evidente que la fecha de esta carta dirigida al "Presidente" Illia no es la real sino que fue elegida para asociarla al 9 de julio de 1816 en que se declaró la independencia del país. Recién el 31 de julio se reunió el colegio electoral y eligió como presidente a Illia, quien asumió el 12 de octubre del mismo año. Bustos fue el encargado de llevar la carta a los medios de comunicación, para lo cual debió viajar por todo el país. La carta prácticamente no tuvo impacto en los medios de comunicación y la opinión pública casi no prestó atención al hecho, pero produjo la inmediata movilización de la Gendarmería Nacional Argentina, fuerza de seguridad de fronteras, conducida entonces por el general Julio Alsogaray (hermano del economista Álvaro) con el mayor Héctor Báez a cargo de las tropas ubicadas en Salta.
El grupo estaba fuertemente armado pues contaba 

"Desde fusil "Garand", semiautomático y que tenía un cargador de siete proyectiles, hasta FAL (Fusil Automático Liviano) con granadas antitanques. También granadas de mano norteamericanas, las "Energas", dos bazookas con proyectiles "RPG" soviéticas, había "M1" y "M2" que usaban los norteamericanos y "M3", que era del tipo PAM pero de calibre mayor: 11,25. Y ametralladoras parecidas a la Halcón, como las que tenía la policía argentina."

El primer objetivo militar era el puesto de Gendarmería de Aguas Blancas, pero se cambió al reconocer la zona y no fue reemplazado por otro.
A comienzos de marzo de 1964, más de cinco meses después del ingreso a la Argentina, se produjo el primer encuentro con la Gendarmería Nacional Argentina, fuerza de seguridad de fronteras, conducida entonces por el general Julio Alsogaray con el mayor Héctor Báez a cargo de las tropas ubicadas en Salta, la cual se apoderó de un campamento ubicado en La Toma deteniendo a cinco personas y haciéndoles perder provisiones y armas. Los que no fueron detenidos en esa acción se reagruparon. Las exigencias del entrenamiento militar fue minando la resistencia de alguno de los adherentes.Uno de ellos, "Pupi" Rotblat empezó a tener  desmayos y ataques de asma, se perdía y comenzó a padecer crisis nerviosas; cuando solicitó regresar sus compañeros sospecharon
que se escaparía y temieron que los delatara, por lo que fue condenado a muerte y muerto de un tiro en la cabeza. Bernardo Groswald, otro guerrillero que había sido empleado bancario tampoco toleró el clima y la instrucción militar, no se ajustaba a la disciplina militar, ni se higienizaba, frecuentemente lloraba y además se masturbaba varias veces por día; fue juzgado y condenado a muerte.
Un grupo sobrevive con muchas penurias causadas por la escasez de alimentos y a mediados del mes de abril son encontrados por la Gendarmería, detenidos y posteriormente llevados a juicio. Pocos días después la Gendarmería encuentra al otro grupo y allí son muertos el cubano Hermes Peña y Jorge Guille, y detienen a los restantes. Los detenidos fueron acusado bajo los cargos de "Contrabando de Armas, Municiones y Explosivos, Homicidio, Conspiración para la rebelión con Jorge W. Paul y otros. En 1965 
los detenidos hacen pública una carta en la que ratifican los propósitos del grupo.
De Masetti, que no estaba con el grupo cuando se produjo el encuentro, no se tuvieron más noticias, suponiéndose que se internó en la selva y allí murió.
Se toma como fecha de la desaparición de Masetti el 21 de abril de 1964. En palabras de Walsh,

Masetti no aparece nunca. Se ha disuelto en la selva, en la lluvia, en el tiempo. En algún lugar desconocido el cadáver del comandante Segundo empuña un fusil herrumbrado.